# Diradius diversilobus
Diradius diversilobus is een insectensoort uit de familie Teratembiidae, die tot de orde webspinners (Embioptera) behoort. De soort komt voor in Mexico.
Diradius diversilobus is voor het eerst wetenschappelijk beschreven door Ross in 1984.